# بال‌کوتاه بزرگ
بال‌کوتاه بزرگ (نام علمی: Heinrichia calligyna) نام یک گونه از تیره مگس‌گیران است.